# Universidade de Córdova (Espanha)
A Universidade de Córdova, localizada em Córdova, Espanha, fundada como tal em 1972, conta com 2 séculos de história que avaliam sua trajetória que já funde suas raízes na Universidade Libre que funcionou na província a finais do século XIX e conta com estudos centenários como os da Faculdade de Veterinária, únicos na Andaluzia.

## História
Embora tenha sido fundada em 1972, a UCO é a herdeira da Universidade Livre de Córdova (Universidad Libre de Córdoba), que funcionava na província no final do século XIX. Instituições centenárias como a Faculdade de Ciências Veterinárias dependem da UCO.
A UCO se destaca por sua especialização em ciências naturais, oferecendo cursos em química, biologia, ciências ambientais e engenharia agronômica e florestal. Também é especializada em ciências da saúde, oferecendo cursos em enfermagem e medicina, intimamente ligados ao Hospital Universitário Reina Sofia, e em humanidades (história, história da arte, formação de professores, filosofia e diversos graus de artes liberais).
A universidade está estruturada em três campi principais: o Campus de Humanidades e Ciências Jurídicas e Sociais, integrado no centro urbano; o Campus de Ciências da Saúde, na Zona Oeste da cidade; e o campus Agroalimentar, Ciência e Tecnologia de Rabanales, na região leste da cidade. A UCO também contém a Escola Politécnica de Bélmez, situada a setenta quilômetros de Córdova, onde são oferecidos os cursos de Engenharia de Minas e Engenharia Técnica de Obras Públicas.

## Campi e estrutura
A universidade possui quatro campi, três na cidade de Córdova e um em Bélmez.

### Campus Rabanales
- Faculdade de Ciências Veterinárias
- Escola Técnica Superior de Engenharia Agrícola e Florestal
- Faculdade de Ciências
- Escola Superior Politécnica

### Menéndez Pidal Campus
- Faculdade de Medicina
- Escola de Enfermagem

### City Centre Campus
- Faculdade de Direito e Ciências Empresariais e Econômicas
- Faculdade de Ciências do Trabalho
- Faculdade de Filosofia e Letras
- Faculdade de Ciências da Educação

### Bélmez Campus
- Escola Superior Politécnica de Bélmez

## Centros de pesquisa
Hospital Universitário Reina Sofia.
- Centro de Documentação Europeu
- Centro Experimental de Saúde Animal da Andaluzia
- Hospital de Clínica Veterinária
- Rede Espanhola de Aerobiologia
- Hospital Universitário Reina Sofia
- Jardim Botânico Real de Córdova
- Instituto Interuniversitário de Criminologia da Andaluzia
- Centro Andaluz de Apicultura